# マインドユアビスケッツ
マインドユアビスケッツ（Mind Your Biscuits, 2013年3月15日 - ） は、アメリカ合衆国の競走馬・種牡馬。
主にアメリカ国内の短距離戦線で活躍し、2016年のマリブステークスなどに優勝した。また2017年・2018年にはドバイに国外遠征してドバイゴールデンシャヒーンの連覇を達成した。

## 経歴

### 出生-2歳時（2013-2015年）
アメリカ合衆国ニューヨーク州の生産者である、ジャンピング・ジャック・レーシング社の生産したサラブレッドの牡馬である。2014年のキーンランド競馬場のセリ市に出品され、47,000ドルで落札、のちにジェイ・ステーブル、マイケル・キスバー、サマーズ親子らの共同所有となった。名前は「大きなお世話」を意味する「Mind Your (own) Business」をもじって名付けられた。
ロードリック・ロドリゲス調教師による管理のもと、マインドユアビスケッツは2015年8月10日にサラトガ競馬場の未勝利戦でデビュー、2着であった。その後に3戦するも勝利できず、この年を未勝利で終えた。

### 3歳時（2016年）
この年よりロバート・ファルコン・ジュニア調教師の厩舎に移されたマインドユアビスケッツは、2016年4月9日のアケダクト競馬場の未勝利戦で年内初戦を迎え、ここで2着馬に7馬身半差をつけての初勝利を挙げた。その後ベルモントパーク競馬場での一般戦を3戦して3着・2着・1着の成績を収めたのち、7月30日のサラトガで行われたアムステルダムステークス（G2・ダート6.5ハロン）でグレード競走に初出走、ジョエル・ロサリオ騎手鞍上のもと、2着馬マニアカル（Maniacal）に1馬身3/4差をつけて優勝した。この勝利は管理していたファルコン調教師にとっても初の重賞制覇であった。
マインドユアビスケッツは続けて8月27日のキングスビショップステークス（G1・ダート7ハロン）に登録されたが、終始中団から伸びないままゴール、勝ち馬ドレフォンから3馬身以上離された5着に終わった。その後パークスレーシング競馬場のギャラントボブステークス（G3・ダート6ハロン）2着を挟んで、11月5日のブリーダーズカップ・スプリント（G1・サンタアニタパーク開催・6ハロン）に出走した。7頭立てで行われたこの競走では古豪マゾヒスティック（Masochistic）が1番人気、これにエーピーインディアン（A. P. Indian）、ドレフォンらが人気で続き、マインドユアビスケッツは単勝16.40倍と穴人気であった。マインドユアビスケッツは後方から追いかける競馬で挑み、最後の直線でドレフォンとマゾヒスティックを追ったものの、優勝したドレフォンから1馬身1/4差、マゾヒスティックにハナ差敗れて3位で入線した。しかしその後マゾヒスティックが薬物検査の結果降着処分となり、マインドユアビスケッツは2着に繰り上げられている。
12月26日に行われる3歳短距離路線の最終戦であるマリブステークス（G1・サンタアニタパーク・ダート7ハロン）には、マインドユアビスケッツと同じくドレフォンも登録していたが、21日になってドレフォンが熱発のため出走を取り消していた。競走当日に単勝4.7倍の2番人気に支持されたマインドユアビスケッツは、スタートから先頭をゆくジャジータイムズ（Jazzy Times）とシャープアステカ（Sharp Azteca）の2頭の後ろ3番手につけて進み、力尽きたジャジータイムズがずるずると後退していくなか、マインドユアビスケッツは最終コーナーを回った時点で先頭のシャープアステカまで2馬身に迫っていた。そして最後の直線でマインドユアビスケッツはシャープアステカを半馬身追い抜いてゴール、初のG1勝利を手にした。
エクリプス賞表彰こそ与らなかったが、ニューヨーク州の生産者組合「ニューヨーク・サラブレッド・ブリーダーズ(NYTB)」は翌年4月3日、2016年度の「ニューヨーク産年度代表馬」（および最優秀3歳牡馬・最優秀短距離牡馬）に同州産であるマインドユアビスケッツを選出、その栄誉を称えている。

### 4歳時（2017年）
この年、共同馬主の一族であるチャド・サマーズが調教師免許を取得、その最初の管理馬としてマインドユアビスケッツはファルコンの厩舎からサマーズ厩舎に移されることになった。同年の初戦は2月25日のガルフストリームパーク競馬場でのガルフストリームパークスプリント（G3・ダート6.5ハロン）で、ここでは単勝1.9倍の1番人気に支持されたが、先行したユニフィード（Unified）をクビ差捉えきれず2着に敗れた。
サマーズはマインドユアビスケッツの次走に海外遠征を選択、3月25日にドバイのメイダン競馬場で行われるドバイゴールデンシャヒーン（G1・ダート1200メートル）に登録した。14頭立ての大外14番に入ったマインドユアビスケッツと鞍上のロサリオは、レースが始まると中団後方につけて道中を進み、最後の直線で大外から先行集団を一気に差し切ってゴール、2着馬コミカス（Comicas）に3馬身差をつけて優勝をもぎ取った。サマーズにとっても初のG1勝利となり、競走後のコメントでは「私たちには自信があった。これは、私が免許を取得してから私たちがずっと思い描いていたものだった」と語っている。
帰国後は少し間をあけ、夏は7月8日のベルモントスプリントチャンピオンシップステークス（G2・ベルモントパーク・ダート7ハロン）から始動すると、競走当日のマインドユアビスケッツは単勝2.4倍の1番人気に支持された。レースではゲートが開くとグリーングラット（Green Gratto）が飛び出して先手を切り、マインドユアビスケッツは4番手に控える展開に収まっていた。残り2ハロンの頃合いでグリーングラットが沈んでいく一方で、それに合わせるようにマインドユアビスケッツは外を回って前へと進出、直線手前で先頭を奪うとそのままの勢いでゴール、2着馬オーサムスルー（Awesome Slew）に3馬身半差をつけて完勝した。
続いて出走した8月26日のフォアゴーステークス（G1・サラトガ・ダート7ハロン）では再びドレフォンとの対戦になったが、ドレフォンが軽快に逃げて優勝した一方で、マインドユアビスケッツは中団から抜け出せないまま6着に沈んでいる。その後もブリーダーズカップ・スプリント（G1・デルマー開催・6ハロン）ではロイエイチの3着、年末のシガーマイルハンデキャップ（G1・アケダクト・ダート8ハロン）ではシャープアステカに5馬身半離されての2着と、勝ちきれない競馬で同年の競走を終えている。

### 5歳時（2018年）
5歳シーズンもドバイゴールデンシャヒーンを目指して調整され、年初はガルフストリームパーク競馬場のオプショナルクレーミング競走（ダート7ハロン）で使われた。しかし、単勝オッズ1.4倍の圧倒的支持を受けながらも、逃げたコンクエストウィンディシティ（Conquest Windycity）をアタマ差捉えきれずに2着に敗れている。
サマーズ陣営はその後予定通りにドバイ遠征を敢行、3月31日のドバイゴールデンシャヒーン（G1）に登録された。同年のゴールデンシャヒーンには、アメリカからはマインドユアビスケッツのほかにも、前年のBCスプリント覇者ロイエイチ、および2016年のゴールデンシャヒーン2着馬エックスワイジェット（X Y Jet）の3頭が出走していた。当日の取り消しもあって8頭立てで行われる中、マインドユアビスケッツは1番枠から発走した。ゲートが開くとまず飛び出したのはエックスワイジェットと、地元ドバイのジョーダンスポート（Jordan Sport）で、結果ジョーダンスポートが先手を奪って進む展開になった。一方でマインドユアビスケッツは外に持ち出して最後方でつけ、ロイエイチは中団につけていた。3コーナーを過ぎるとロイエイチや日本のマテラスカイが先頭集団との差を詰めていくなか、マインドユアビスケッツは依然最後方にいたが、鞍上のロサリオはのちに「彼（マインドユアビスケッツ）の最後の脚に全てを賭けていた。残り3/16のポールが見えたとき、まだ先は遠いながら、彼を先頭に立たせられると見ていた」と語っている。残り300メートルでジョーダンスポートが失速していくと、先頭に立つエックスワイジェットにロイエイチが追い上げる姿勢をとると、マインドユアビスケッツも大外から猛然と追い上げていった。エックスワイジェットは最後までロイエイチの追い上げを凌いだものの、マインドユアビスケッツはそれをアタマ差かわしてゴール、ゴールデンシャヒーン連覇を達成した。2着にエックスワイジェット、3着にロイエイチと、同年のゴールデンシャヒーンは上位をアメリカ調教馬がすべて占める結果となった。
ゴールデンシャヒーンの勝利後、陣営は以後のプランについて翌年のペガサスワールドカップへの出走も考慮に入れていたが、5月になり日本の社台ファームのオーナーである吉田照哉がマインドユアビスケッツの所有権50%を獲得、同氏の方針で年内の現役続行と、年末での引退および種牡馬入りが決定した。
国内復帰初戦は6月9日のメトロポリタンハンデキャップ（G1・ベルモントパーク・ダート8ハロン）で、マインドユアビスケッツはトップハンデの122ポンドを課せられていた。この競走でマインドユアビスケッツはいつも通りに中団につけ、早めに前へと襲い掛かったものの、逃げ続けたビージャージー（Bee Jersey）をハナ差捉えきれずに2着に敗れている。
以後もマイルを超える距離での競走が続き、翌戦8月4日のホイットニーステークス（G1・サラトガ・ダート9ハロン）では不良馬場のなか追い上げるものの、逃げたディヴァーシフィ（Diversify）から3馬身半離された2着に終わっている。しかし9月29日のルーカスクラシックステークス（G3・チャーチルダウンズ・9ハロン）では早めに先頭に立ってどんどん差を開き、2着トーストオブニューヨークに4馬身3/4差をつけて圧勝、マイル以上でも勝てる実力を証明した。
距離適性に幅ができたことで、同年のブリーダーズカップはスプリントのほかダートマイル・クラシックへの参戦も視野に入るようになり、陣営はどれに登録するかを検討し続けた。最終的にブリーダーズカップ・クラシック（G1・チャーチルダウンズ・ダート10ハロン）が選ばれたが、この選択は功を奏せず、終始後方のまま留まりアクセラレートの11着と大敗した。その後、予備登録されている日本のチャンピオンズカップや、シガーマイルハンデやクラークハンデキャップへの出走も検討されていたが、11月14日に引退が発表された。サマーズ調教師は「100%を発揮できなかった、あのBCクラシックを最後のレースにはしたくなかった」と語った。

## 種牡馬時代
引退後の2019年1月27日、マインドユアビスケッツは吉田照哉の持つ北海道安平町の社台スタリオンステーションに送られ種牡馬入りした。初年度の種付け料は200万円と設定されている。
2022年7月10日函館1Rをワタシダケドナニカが勝利して産駒の初勝利を挙げた。

### 主な産駒
太字はGI・JpnI競走を示す

#### グレード制重賞優勝馬
- 2020年産　
  - デルマソトガケ（2022年全日本2歳優駿、2023年UAEダービー）[40]
  - マルカラピッド（2022年エーデルワイス賞）[41]
  - ホウオウビスケッツ（2024年函館記念）
- 2022年産　
  - マピュース（2025年中京記念）

#### 地方重賞優勝馬
- 2020年産
  - ノブノビスケッツ（2022年兼六園ジュニアカップ、北日本新聞杯、2023年MRO金賞）[42]

## 血統表
| マインドユアビスケッツの血統 | マインドユアビスケッツの血統                                                   | マインドユアビスケッツの血統                                                   | （血統表の出典）                                                               | （血統表の出典） |
| 父系                         | デピュティミニスター系                                                         | デピュティミニスター系                                                         | デピュティミニスター系                                                         | [ § 2 ]          |
| 父 Posse 2000 鹿毛           | 父の父Silver Deputy 1985 鹿毛                                                  | Deputy Minister                                                                | Vice Regent                                                                    | Vice Regent      |
| 父 Posse 2000 鹿毛           | 父の父Silver Deputy 1985 鹿毛                                                  | Deputy Minister                                                                | Mint Copy                                                                      |                  |
| 父 Posse 2000 鹿毛           | 父の父Silver Deputy 1985 鹿毛                                                  | Silver Valley                                                                  | Mr. Prospector                                                                 | Mr. Prospector   |
| 父 Posse 2000 鹿毛           | 父の父Silver Deputy 1985 鹿毛                                                  | Silver Valley                                                                  | Seven Valleys                                                                  |                  |
| 父 Posse 2000 鹿毛           | 父の母Raska 1992 栗毛                                                          | Rahy                                                                           | Blushing Groom                                                                 | Blushing Groom   |
| 父 Posse 2000 鹿毛           | 父の母Raska 1992 栗毛                                                          | Rahy                                                                           | Glorious Song                                                                  |                  |
| 父 Posse 2000 鹿毛           | 父の母Raska 1992 栗毛                                                          | Borishka                                                                       | Roberto                                                                        | Roberto          |
| 父 Posse 2000 鹿毛           | 父の母Raska 1992 栗毛                                                          | Borishka                                                                       | Queen Maud                                                                     |                  |
| 母 Jazzmane 2006 鹿毛        | 母の父Toccet 2000 鹿毛                                                         | Awesome Again                                                                  | Deputy Minister                                                                | Deputy Minister  |
| 母 Jazzmane 2006 鹿毛        | 母の父Toccet 2000 鹿毛                                                         | Awesome Again                                                                  | Primal Force                                                                   |                  |
| 母 Jazzmane 2006 鹿毛        | 母の父Toccet 2000 鹿毛                                                         | Cozzene's Angel                                                                | Cozzene                                                                        | Cozzene          |
| 母 Jazzmane 2006 鹿毛        | 母の父Toccet 2000 鹿毛                                                         | Cozzene's Angel                                                                | Charming Pan                                                                   |                  |
| 母 Jazzmane 2006 鹿毛        | 母の母Alljazz 1992 鹿毛                                                        | Stop the Music                                                                 | Hail to Reason                                                                 | Hail to Reason   |
| 母 Jazzmane 2006 鹿毛        | 母の母Alljazz 1992 鹿毛                                                        | Stop the Music                                                                 | Bebopper                                                                       |                  |
| 母 Jazzmane 2006 鹿毛        | 母の母Alljazz 1992 鹿毛                                                        | Bounteous                                                                      | Master Derby                                                                   | Master Derby     |
| 母 Jazzmane 2006 鹿毛        | 母の母Alljazz 1992 鹿毛                                                        | Bounteous                                                                      | Mlle.Quille                                                                    |                  |
| 母系(F-No.)                  | (FN:A4)                                                                        | (FN:A4)                                                                        | (FN:A4)                                                                        | [ § 3 ]          |
| 5代内の近親交配              | Deputy Minister 3×4=18.75%、Hail to Reason 5×4=9.38%、Blushing Groom 4×5=9.38% | Deputy Minister 3×4=18.75%、Hail to Reason 5×4=9.38%、Blushing Groom 4×5=9.38% | Deputy Minister 3×4=18.75%、Hail to Reason 5×4=9.38%、Blushing Groom 4×5=9.38% | [ § 4 ]          |
| 出典                         | 1. 2. 3. 4.                                                                    | 1. 2. 3. 4.                                                                    | 1. 2. 3. 4.                                                                    | 1. 2. 3. 4.      |